# Full Motion Video
FMV (англ. Full Motion Video, дос. «відео повного руху») — широко використовувана в 1990-х роках назва, що застосовувалося до відеозаставки у відеоіграх. Подібні заставки можуть містити «живе відео» (за участю акторів), традиційну або комп'ютерну анімацію, а також звуковий супровід.
На початку 1980-х років LaserDisc майже виключно використовувався для ігор у форматі FMV. Багато аркадних ігор використовували цю технологію, але врешті-решт вона стала вважатися примхою і вийшла з ужитку. На початку 1990-х років інтерес до FMV-ігор відродився, поширення оптичних дисків призвело до появи безлічі оригінальних комп'ютерних ігор на основі FMV, таких як Night Trap (1992), The 7th Guest (1993), Voyeur (1993), Phantasmagoria (1995) та Daryl F. Gates' Police Quest: SWAT (1995). Поява консолей на основі компакт-дисків, таких як 3DO, CD-i та Sega CD, принесла концепцію інтерактивного FMV-ігроладу. Такі компанії, як Digital Pictures та American Laser Games, були створені для виробництва повноцінних відеоігор. 